# Château d'Amagasaki
Le château d'Amagasaki était un château japonais de plaine du XVIe siècle situé à Amagasaki, dans la préfecture de Hyōgo, au Japon. Il a été démantelé mais le donjon a été reconstruit en 2018,.

## Histoire
Toda Ujikane construisit le château en 1617. Il existait auparavant un château plus petit, construit à l'origine par le clan Hosokawa, à l'époque Sengoku. Le château d'Amagasaki a été construit autour. Le site était stratégique à cause des deux rivières se jetant dans l’océan à proximité du château. Le fossé était relié à la rivière et il y avait des embarcadères.
Araki Murashiage se rebella contre Oda Nobunaga et se réfugia dans ce château. Alors qu'il s'échappait, bon nombre de ses soldats ont été tués sur le site par les forces d'Oda.
Le château se composait de trois kuruwa (sections) et trois douves inondées. En 1873, le château fut démoli et une grande partie des matériaux furent utilisés dans la construction d'un brise-lame situé à proximité.

## Site actuel
Le château est actuellement en reconstruction. La construction débuta en avril 2018 et fut ouvert au public au début 2019. À la mi-2018, tout l'extérieur, y compris le toit orné du troisième étage, était achevé. 